# Ciclo rigenerato
Il ciclo rigenerato viene così chiamato perché è l'insieme delle lavorazioni effettuate sulla lana rigenerata o altra materia prima per giungere al filato che verrà poi tessuto, rifinito e confezionato. 

## Ciclo
Il ciclo presenta molti passaggi, perché il prodotto deve tornare come era all'origine, ovvero una massa fibrosa. Il primo passaggio è la cosiddetta cernita, ovvero la classificazione dei diversi stracci che viene effettuata secondo il criterio del colore e della composizione fibrosa eliminando i diversi accessori presenti in ogni capo come cerniere o bottoni. Nella tradizione tessile pratese il soggetto addetto a questa lavorazione viene detto "cenciaiolo", proprio perché il suo compito è quello di suddividere i cosiddetti cenci. Premessa:i passaggi seguenti possono essere eseguiti in diverse combinazioni, in base alle esigenze del committente e allo stato dello straccio. Le lavorazioni comunque si possono riassumere in:
- lavaggio, ovvero la ripulitura dello straccio dalle varie impurità presenti
- asciugatura
- stracciatura, cioè l'utilizzo di un macchinario che con dei denti e delle lame "apre" il tessuto, riducendolo in brandelli e in fili. In alcuni casi, soprattutto nell'area pratese, a seconda delle aziende vengono utilizzati i cosiddetti "lavaggioni" ovvero delle macchine che in un solo passaggio svolgono sia la funzione di lavaggio che quella di stracciatura.
- carbonizzo: lavorazione che tramite l'utilizzo di acido cloridrico spruzzato sotto forma di vapore in soluzione elimina, riducendole in residui carboniosi, tutte le parti a base cellulosica come ad esempio cuciture di cotone o altre impurità vegetali o a base vegetale. La lavorazione, viene eseguita sugli stracci in una camera ad alta temperatura. Questa variante di carbonizzo è ormai caduta quasi in disuso, causa il calo della richiesta di lana rigenerata e, attualmente, si trovano quasi soltanto carbonizzi in pezza.
- carbonizzo in pezza: lavorazione analoga come scopo al carbonizzo in straccio, ma con diverse differenze. Anzitutto, viene effettuata sulla pezza, ovvero sul tessuto che viene immerso in un bagno di una soluzione di acido solforico che elimina anch'esso le parti cellulosiche. Anche questa lavorazione viene effettuata in una camera ad alta temperatura.
- battitura: viene effettuata sempre dopo il carbonizzo, perché sono presenti dei residui carboniosi lasciati dalle fibre cellulosiche che devono essere eliminati dallo straccio, appunto sbattendolo.
- tintura: anche questa tecnologia si è molto ridotta, per le cause già descritte, e prevedeva l'utilizzo dell'obermayer, ovvero un macchinario da tintura in cui venivano sistemati gli stracci, chiamati pane di tintura e tinti.
- sfilacciatura: operazione complementare alla stracciatura che riduce ulteriormente i brandelli in pezzi ancora più piccoli e il filato in fibre.
- filatura